# Konstantin Worobjow
Konstantin Worobjow (russisch Константин Воробьёв, englisch Konstantin Vorobyov; * 30. Oktober 1930 in der Region Nischni Nowgorod (Нижегородский край), heute Oblast Kirow) ist ein ehemaliger sowjetischer Marathonläufer.
1960 wurde er sowjetischer Meister und lief bei den Olympischen Spielen in Rom auf den vierten Platz.

## Persönliche Bestzeiten
- 10.000 m: 29:21,0 min, 16. August 1961, Moskau
- Marathon: 2:19:10 h, 10. September 1960, Rom